# (808) Мерксия
(808) Мерксия (итал. Merxia) — небольшой астероид главного пояса, который возглавляет семейство Мерксии и принадлежит к светлому спектральному классу S. Он был открыт 11 октября 1901 года итальянским астрономом Луиджи Карнера в обсерватории Хайдельберг и назван в честь немецкого протестантского богослова и востоковеда * Адальберта Меркса.

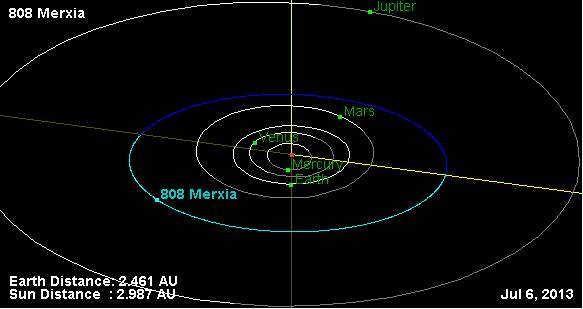
Орбита астероида Мерксия и его положение в Солнечной системе

Характер спектра этого астероида свидетельствует о значительной концентрации в составе его пород различных пироксенов, особенно на основе кальция, наряду с 20 % оливина. Пироксены на основе кальция составляют более 40 % от всех пироксенов, что указывает на магматическую природу пород этого астероида.
Это свидетельствует о том, что ранее он являлся частью гораздо более крупного тела, настолько большого, что в нём могла произойти дифференциация недр, чем обусловлено наличие подобных пород в составе Мерксии. Впоследствии это тело было разрушено в результате столкновения с другим астероидом, развалив его на несколько небольших фрагментов.